# Commission permanente des collectivités locales françaises
La commission permanente est une instance délibérative présente dans plusieurs types de collectivités locales françaises, notamment les régions, les départements et certaines collectivités à statut particulier. La commission permanente remplace de fait l'assemblée plénière entre les sessions de celle-ci, en délibérant sur les affaires que lui a déléguées l'assemblée plénière. Elle mettre en œuvre les décisions prises par les élus en session plénière et affecte les crédits et subventions qui y sont liés.

## Cadre juridique
Les commissions permanentes sont régies par le Code général des collectivités territoriales. Pour les conseils régionaux, les articles L. 4133-4 à L4133-7 définissent leur composition et leur fonctionnement. Pour les conseils départementaux, il s'agit des articles L3122-4 à L3122-7 ainsi que l'article L3211-2 pour les compétences que le conseil départemental peut déléguer à la commission. La commission permanente de l'Assemblée de Guyane est régie par les articles L7123-4 à L7123-13.

## Composition
L'assemblée plénière de la collectivité élit les membres de la commission permanente. Celle-ci est composée du président de la collectivité, de quatre à quinze vice-présidents et éventuellement d'un ou plusieurs autres membres, sous réserve que le nombre total des membres de la commission permanente ne soit pas supérieur :
- conseils régionaux : au tiers de l'effectif du conseil régional[1] ;
- départements : à 30 % de l'effectif du conseil départemental[2] ;
- Collectivité territoriale de Guyane : à quinze membres[3].

Les membres de la commission permanente autres que le président sont élus au scrutin de liste. L'élection se déroule à la représentation proportionnelle à la plus forte moyenne, sans panachage ni vote préférentiel.

## Exemples

### Région Île-de-France
La commission permanente est composée de 69 membres : la présidente, 15 vice-présidents et 53 autres élus régionaux. Elle se réunit bimestriellement.

### Département des Hauts-de-Seine
Tous les élus de l'assemblée départementale siègent à la commission permanente. La commission permanente se réunit environ toutes les trois semaines.